# Al-Qa'im (oraș)

Localizare

Al-Qa'im (القائم) este un oraș din Irak, situat la aproximativ 400 de kilometri nord-vest de Bagdad.

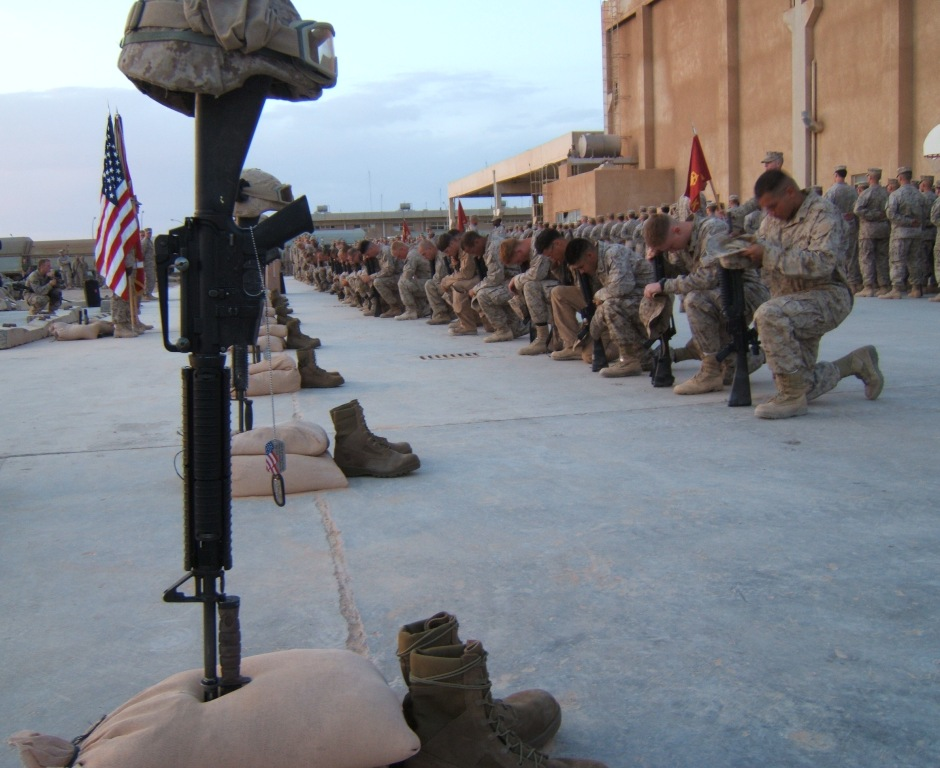
Memorial la Al-Qa'im